# Vinland

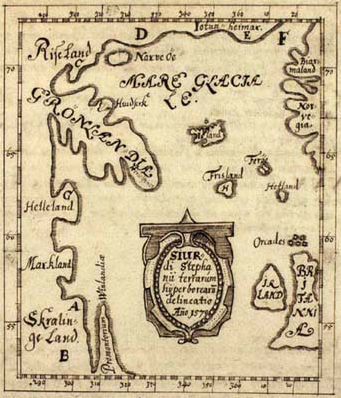
Skálholtkaart van 1570, Vinland staat linksonder aangegeven als Promontorium Vinlandiae

Vinland (letterlijk in het Oudnoords: Wijnland) was de naam die aan een deel van Noord-Amerika is gegeven door de Vikingen. Leif Eriksson zette er voet aan wal omstreeks het jaar 1000, zo'n vijf eeuwen voor de ontdekking van Midden-Amerika door Christoffel Columbus. In 1960 is er archeologisch bewijs van een Vikingkolonie gevonden in L'Anse aux Meadows aan het noordelijke uiteinde van Newfoundland, Canada. Of dit het Vinland van de Oudnoordse geschriften was is een onderwerp van discussie.

## Historische overleveringen
Vinland is voor het eerst beschreven door Adam van Bremen, een geschied- en aardrijkskundige, in zijn boek Descriptio insularum Aquilonis uit ca. 1075. Voor dit boek, heeft van Bremen koning Svend Estridson geraadpleegd, die goed bekend was met deze noordelijke landen. 
De belangrijkste bron van informatie over de reizen van de Vikingen naar Vinland zijn twee IJslandse saga's, Eiríks saga rauða en de Grœnlendinga saga. Deze saga's zijn ongeveer 250 jaar na de kolonisatie van Groenland schriftelijk vastgelegd en laten veel ruimte open voor interpretatie. Met deze twee sagen samen, lijkt het dat er een paar verschillende pogingen waren om een Vikingkolonie in Vinland te stichten, inclusief een geleid door Thorfinn Karlsefni, waarvan er geen één langer heeft bestaan dan twee jaar. De opheffing van de kleine Vikingkolonies had waarschijnlijk verschillende oorzaken. Ruzies tussen de mannen over de weinige vrouwen die mee op reis waren gegaan, en gevechten met de skraelingen, indianen die er al woonden, worden beide aangegeven in de bronnen.
De sagen beschrijven dat na de kolonisatie van Groenland een koopman genaamd Bjarni Herjólfsson — die van IJsland op weg was naar Groenland — van zijn koers afraakte door een storm, en zo per ongeluk de oostkust van Amerika ontdekte in 985 of 986. Toen hij weer veilig teruggekeerd was, naar de hem bekende streken, vertelde hij over zijn ontdekking. Herjólfsson verkocht vervolgens zijn schepen aan Leif Eriksson, wie vervolgens de verhalen er op nareisde. 
Inmiddels was het al nazomer; Eriksson wilde koste wat het kost niet overwinteren in dit nieuwe en dichtbeboste landschap. Door geen enkele tussenstop te maken, was de vloot nog voor het begin van de winter bij Groenland. De Groenlanders waren zeer geïnteresseerd in dit nieuwe land in het westen. Met name wegens de houtschaarste in Groenland speelde. Een paar jaren later verkende Leif Eriksson de kust en stichtte hij voor korte tijd een kolonie in een deel van het gebied dat hij Vinland noemde.
Het eerste land dat Leif ontdekte was volgens de verhalen Helluland ('Land van de platte stenen'), mogelijk Baffineiland. Markland ('Houtland'), waarschijnlijk een deel van het schiereiland Labrador werd daarna ontdekt (er is bewijs dat de boomlijn in het noorden van de Labrador zich heeft teruggetrokken sinds 1000) en als laatste Vinland, mogelijk Newfoundland. De expeditie omvatte beide families en hun vee en het plan was om een of meer nederzettingen te stichten. De noordelijke nederzetting heette Straumsfjörður en de zuidelijke Hóp. Volgens de verhalen werden beide nederzettingen (eerst Hóp daarna Straumsfjörður) al snel opgeheven wegens conflicten met de skrælingar (mogelijk de latere Beothuk of Innu-indianen). Daar kwam het probleem bij dat de nederzettingen op Vinland afhankelijk waren van Groenland, dat slechts 5000 inwoners telde, zelf al met problemen kampte, en volstrekt niet in staat was nog een kolonie te steunen. Men heeft wel nieuwe reizen voor hout e.d. ondernomen, wat erg gevraagd was in het boom-arme Groenland, mogelijk tot ver in de veertiende eeuw.
Tot aan de negentiende eeuw werd het idee van een kolonie van de Vikingen in Noord-Amerika door geschiedkundigen gewoon als een gevolg van volksverhalen beschouwd. De eerste wetenschappelijke theorie voor het idee is in 1837 naar voren gebracht door Carl Christian Rafn, een Deens geschiedkundige en oudheidkenner in zijn boek Antiquitates Americanæ. Rafn had een uitgebreide examinatie gemaakt van de saga’s, alsmede van mogelijke nederzettingen aan de Noord-Amerikaanse kust en concludeerde dat Vinland een echte plaats was in Noord-Amerika.

## Discussie over de locatie
Historici zijn het niet met elkaar eens over de locatie van Vinland. Rafn geloofde dat Vinland waarschijnlijk in New England lag. In de jaren zestig is een Vikingnederzetting gevonden en onderzocht in L'Anse aux Meadows in Noord-Newfoundland en veel geschiedkundigen geloven dat dit de nederzetting van Leif was, en verbinden Vinland daarom met Newfoundland. Anderen volgen Rafn in het geloof dat Vinland meer naar het zuiden lag. In deze optiek, was L'Anse aux Meadows misschien een niet-gedocumenteerde landingspoging of het kamp Straumfjörð uit de Saga van Erik de Rode.
Degenen die denken dat Newfoundland de locatie is van Vinland, vinden over het algemeen dat nederzettingen verder naar het zuiden onwaarschijnlijk zijn omdat New England een heel stuk langer varen is vanaf Groenland dan Newfoundland. Het zou dan nog veel moeilijker zijn geweest voor de Vikingen om zo'n afgezonderd leven van Groenland en IJsland te onderhouden. Het was te lastig om ijzer en andere hulpmiddelen uit Europa alsmaar aan te laten voeren, zoals de latere Engelse kolonisten in New England ook zouden ondervinden. Dure gevechten met de inheemse bevolking moeten ook uitputtend zijn geweest en de schaarse voorraden nog sneller verbruikt hebben.
Een argument om Vinland meer naar het zuiden te plaatsen is het verslag van Adam van Bremen. In zijn Descriptio insularum Aquilonis schreef hij dat de naam Vinland afgeleid is van de grote aantallen druiven die er groeien (Praeterea unam adhuc insulam recitavit a multis in eo repertam occeano, quae dicitur Winland, eo quod ibi vites sponte nascantur, vinum optimum ferentes). Hij kreeg deze informatie van koning Svend Estridson van Denemarken die kennelijk goed op de hoogte was van de IJslandse reisverhalen. Echter, druiven groeien niet op de plaatsen die worden gezien als het historische Vinland. Latere theorieën verwijzen naar het feit dat de "druiven" even goed kunnen verwijzen naar de bessensoort Vitis riparia, die gefermenteerd kan worden tot een soort van wijn en die verder noordwaarts groeit dan druiven, tot zelfs in New Brunswick.
Dit gebrek aan overeenstemming wordt door een aantal theorieën verklaard:
- Volgens de eerste theorie heeft Vinland zijn naam gekregen ter promotie, op dezelfde manier als Erik de Rode deed met Groenland. In deze theorie, heeft Leif Markland en Vinland zo genoemd om anderen aan te moedigen om de landen te ontdekken en te koloniseren.

- Een andere aan discussie onderhevige theorie is dat de naam Vinland fout is geïnterpreteerd als Viinland. In deze theorie is de naam Vinland gebaseerd op het Oudnoordse woord 'vinja', dat 'gras' betekent. Deze theorie kan met de vorige worden gecombineerd: Estridson kan Adams fout hebben opgesierd als hij heeft geloofd dat het de bekendheid van Vinland zou vergroten voor gezamenlijke ondernemingen die hij zonder twijfel voor zichzelf zou opeisen. Een probleem bij deze theorie is de vraag waarom het land dan niet vinjaland werd genoemd of vinjarland; volgens sommigen is een contractie hieraan debet. Een ander probleem is waarom, naast Adam van Bremens verslag, ook de saga's verwijzen naar Viinland en ook wijnstokken noemen. Omdat de saga's later zijn opgeschreven, zou een uitleg hiervoor kunnen zijn dat de saga's op de een of andere manier zijn beïnvloed door het verslag van Adam van Bremen.

- Het kan ook zijn dat Estridson niet de waarheid sprak, of misschien wel verwees naar het gelijkluidende Wendland in een eerder verslag, waar echt druiven groeiden en dat Adam van Bremen dit later heeft verward met Vinland.

- Een andere theorie is dat de echte locatie van Vinland nog steeds niet is ontdekt en dat dit verder naar het zuiden lag, waarschijnlijk in New Brunswick of zelfs Maine in het huidige New England, waar inderdaad druiven groeien. Ook is het mogelijk dat Vinland werd gezien als een toegangspoort, om vanuit de noordelijke landen gebieden te bereiken waar druiven groeiden. Een andere mogelijkheid is dat latere, langere reizen verder naar het zuiden, vanuit Newfoundland, Groenland of IJsland waarop de inheems Amerikaanse Concord-druiven zijn waargenomen, het verhaal over de nederzetting hebben vertekend.

- Volgens de laatste theorie hebben er in Newfoundland inderdaad druiven gegroeid, maar is het hier later te koud voor geworden door de klimaatsverandering tijdens de Kleine IJstijd. Ook al is het kouder geworden, het is waarschijnlijk dat Newfoundland nooit zo warm geweest is. In die context wordt recenter verwezen naar de bessensoort Vitis riparia die ook in New Brunswick voorkomt.

Terwijl de theorie dat Vinland verder naar het zuiden lag gerechtvaardigd is, is voor sommigen de motivatie om Vinland verder naar het zuiden (op grondgebied van New England) te zoeken misschien persoonlijker of politiek geïnspireerd geweest, om de latere (postcolumbiaanse) geschiedenis van de Zweedse en Deense kolonisatie van gebieden in de tegenwoordige Verenigde Staten te rechtvaardigen of te romantiseren. Er zijn verschillende gevallen geweest dat bewijs van precolumbiaanse aanwezigheid van Noorse ontdekkingsreizigers in de Verenigde Staten door onderzoekers is afgekeurd, zoals de Kensingtonsteen. Tot nu toe is de Maine Penny het enige bewijs van de Vikingen in de Verenigde Staten dat meestal wordt geaccepteerd, al zijn er zeer sterke vermoedens dat de munt er geraakte via inheemse handelskanalen en niet door Vikings die effectief op die locatie aanwezig waren.